# Orchideenwiese in Freundorf
Die Orchideenwiese in Freundorf ist ein Naturschutzgebiet mit der Kennung n066 bei Freundorf und Freundorfhäuslein in der Gemeinde Klaffer am Hochficht in Oberösterreich.

## Lage und Charakteristik
Die Orchideenwiese liegt am Südrand des Böhmerwalds in der oberhalb der Ortschaft Freundorf gelegenen Streusiedlung Freundorfhäuseln. Sie gehört zum Einzugsgebiet des Freundorfer Hausbachs. Sie ist Teil des 9.350 Hektar großen Europaschutzgebiets Böhmerwald-Mühltäler (AT3121000) und der 22.302 Hektar großen Important Bird Area Böhmerwald und Mühltal (AT032). Von der insgesamt 1,6 Hektar großen Wiese ist knapp die Hälfte als Naturschutzgebiet ausgewiesen.
Bei den Böden handelt es überwiegend um Gley und nur an den steilsten Stellen um Braunerde. Die Orchideenwiese weist in der Regel ein Gefälle von 10 bis 20 Prozent auf, am östlichen Rand erreicht es 25 Prozent. Ihre Fläche ist Richtung Westsüdwest ausgerichtet.

## Geschichte
Bereits in der Urmappe von 1828 war die Fläche als feuchte Wiese mit Gehölzbestockung dargestellt. Später bewaldete Flächen in der Umgebung waren noch Grünland. Auf der Orchideenwiese in Freundorf wurde eine im Böhmerwald verbreitete Form der Wiesenbewässerung praktiziert. Dabei wurde im Frühling mehrmals Wasser aus Sammelteichen in Gräben auf die Wiese geleitet. Mit flachen Steinen in den Gräben konnte die Wasserzufuhr reguliert werden. Die so bewässerten Wiesen wurden als kräuterreiche Heuwiesen geschätzt.
Die Orchideenwiese wurde ab 1991 von der Österreichischen Naturschutzjugend als erhaltenswerte „Öko-Insel“ gekauft. Sie wurde durch eine am 5. Dezember 1994 erlassene und am 30. Dezember 1994 in Kraft getretene Verordnung als Naturschutzgebiet ausgewiesen. Die Anzahl des blühenden Holunder-Knabenkrauts reduzierte sich von 2010 bis 2015 um fast die Hälfte. Die Österreichische Naturschutzjugend führte daraufhin im September 2015 das System der traditionellen Wiesenbewässerung wieder ein und reaktivierte drei der ursprünglich sieben Sammelteiche.

## Pflanzen
Die Vegetation setzt sich aus einem vielfältigen Ensemble von Wiesengesellschaften zusammen. Es handelt sich um feuchte und nährstoffarme Pfeifengraswiesen, Kleinseggenrieden und Calthion-Wiesen, um artenreiche montane Fett- und Magerwiesen sowie – auf den Kuppen – um Bürstlingsrasen.
Es wurden 171 verschiedene, zu fast einem Drittel gefährdete Pflanzenarten gezählt. Es gibt sechs Orchideen-Arten, darunter die größte Population des Holunder-Knabenkrautes (Dactylorhiza sambucina) in Oberösterreich. Zu den weiteren bemerkenswerten und in Österreich stark gefährdeten Pflanzenarten auf der Orchideenwiese zählen das Wald-Läusekraut (Pedicularis sylvatica) und Hartmans Segge (Carex hartmanii).

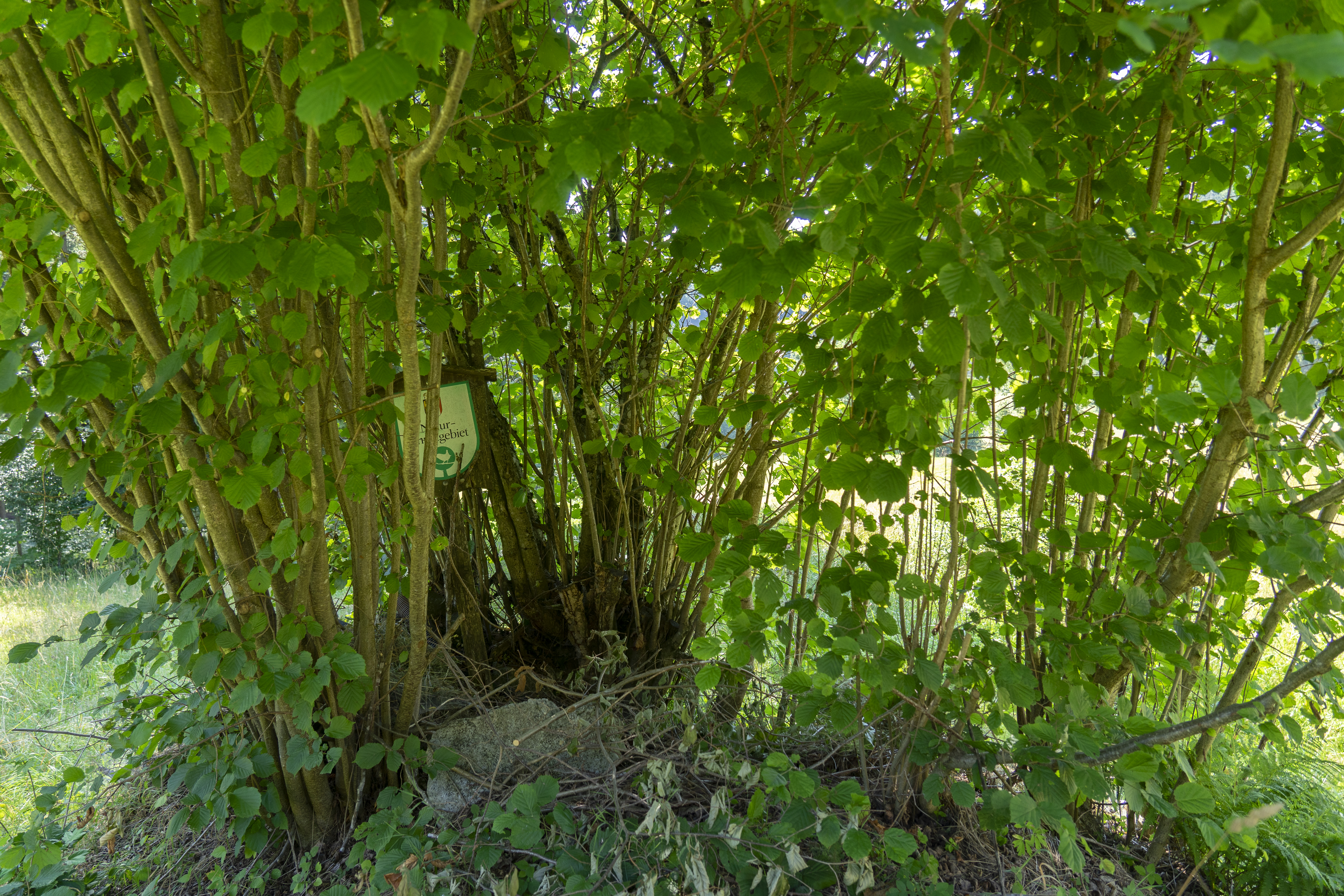
Naturschutzgebiet-Schild eingewachsen in Busch
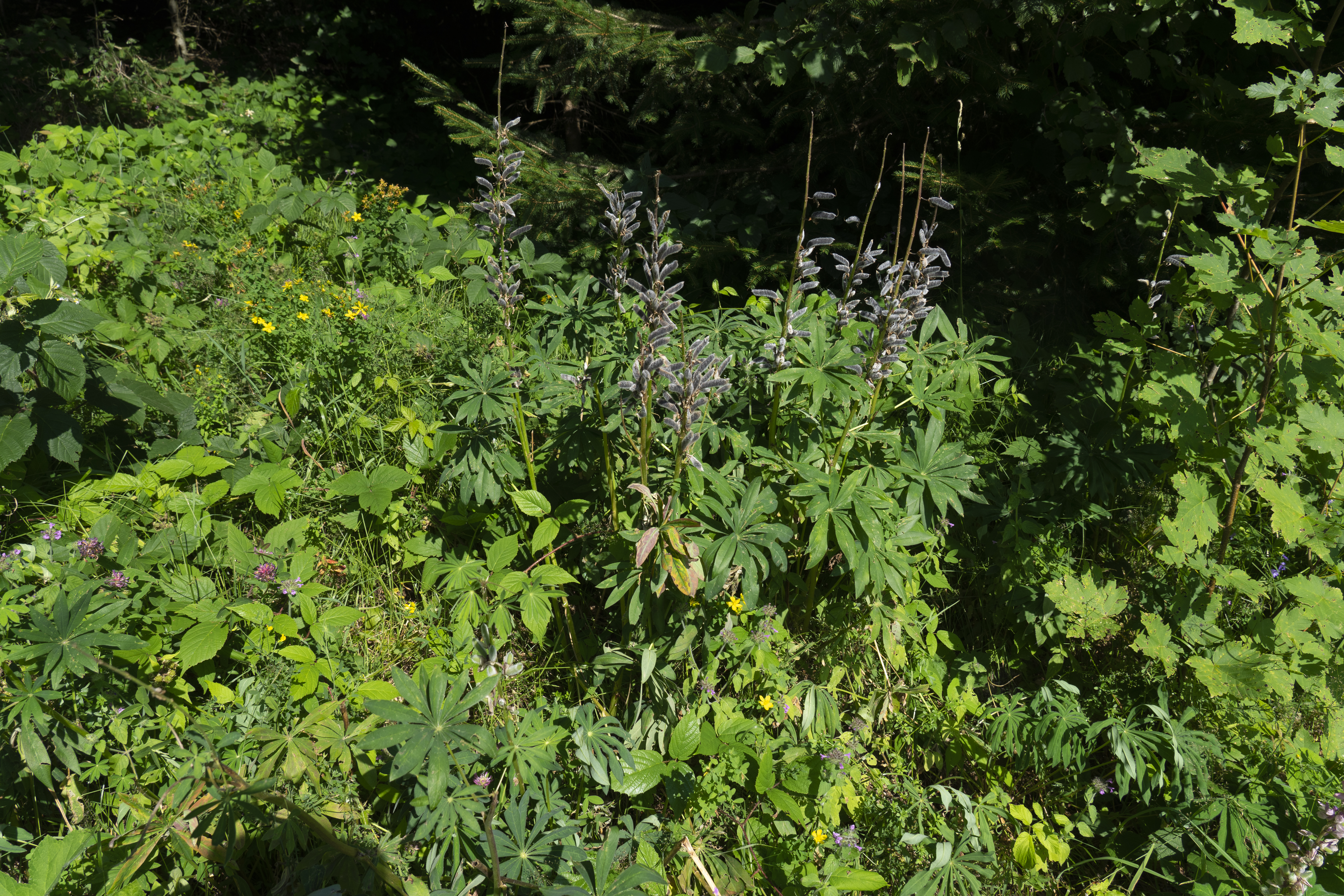
Vegetation in der Orchideenwiese in Freundorf (2022)